# ZX Microdrive

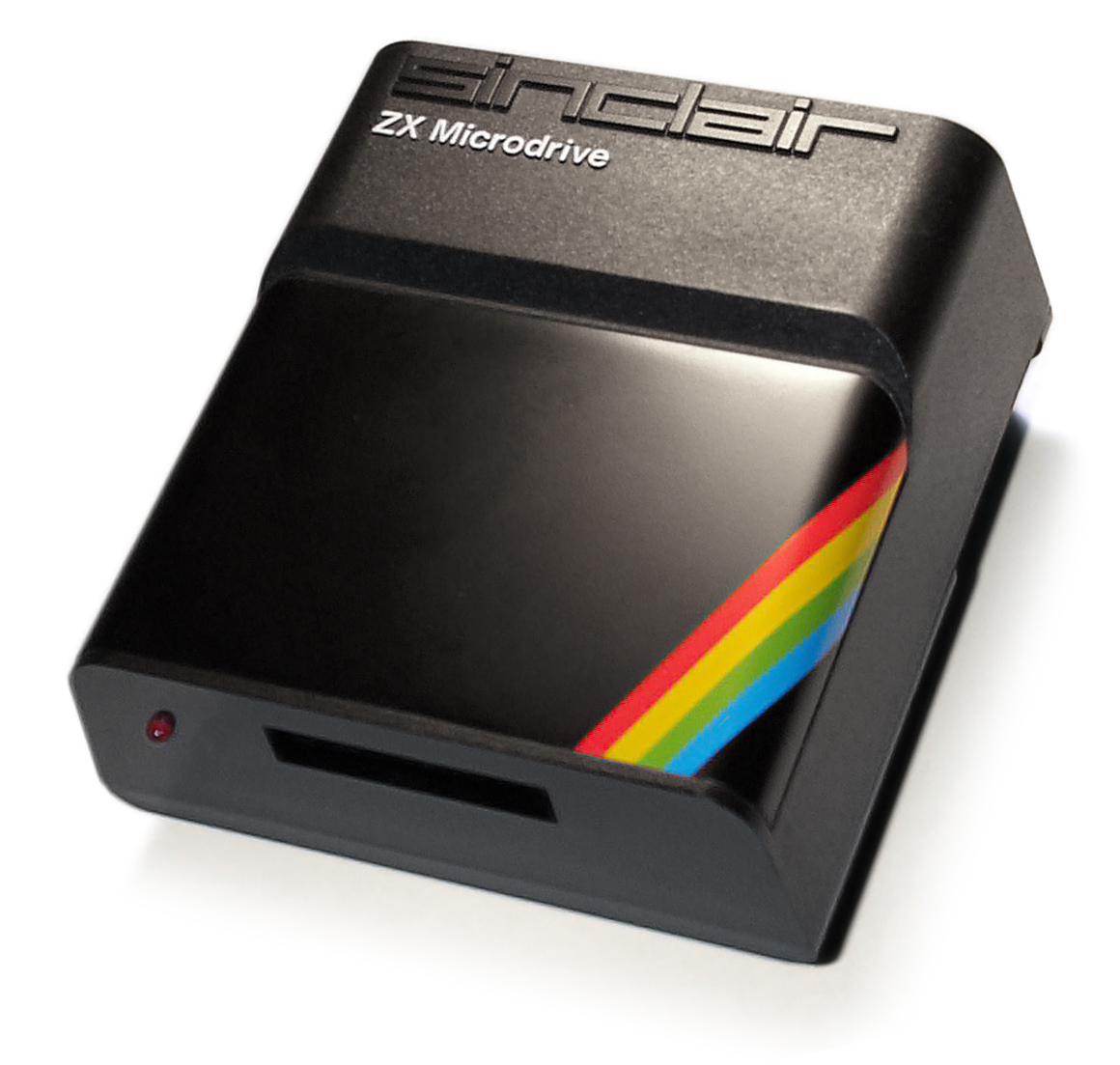
Microdrive mechanika

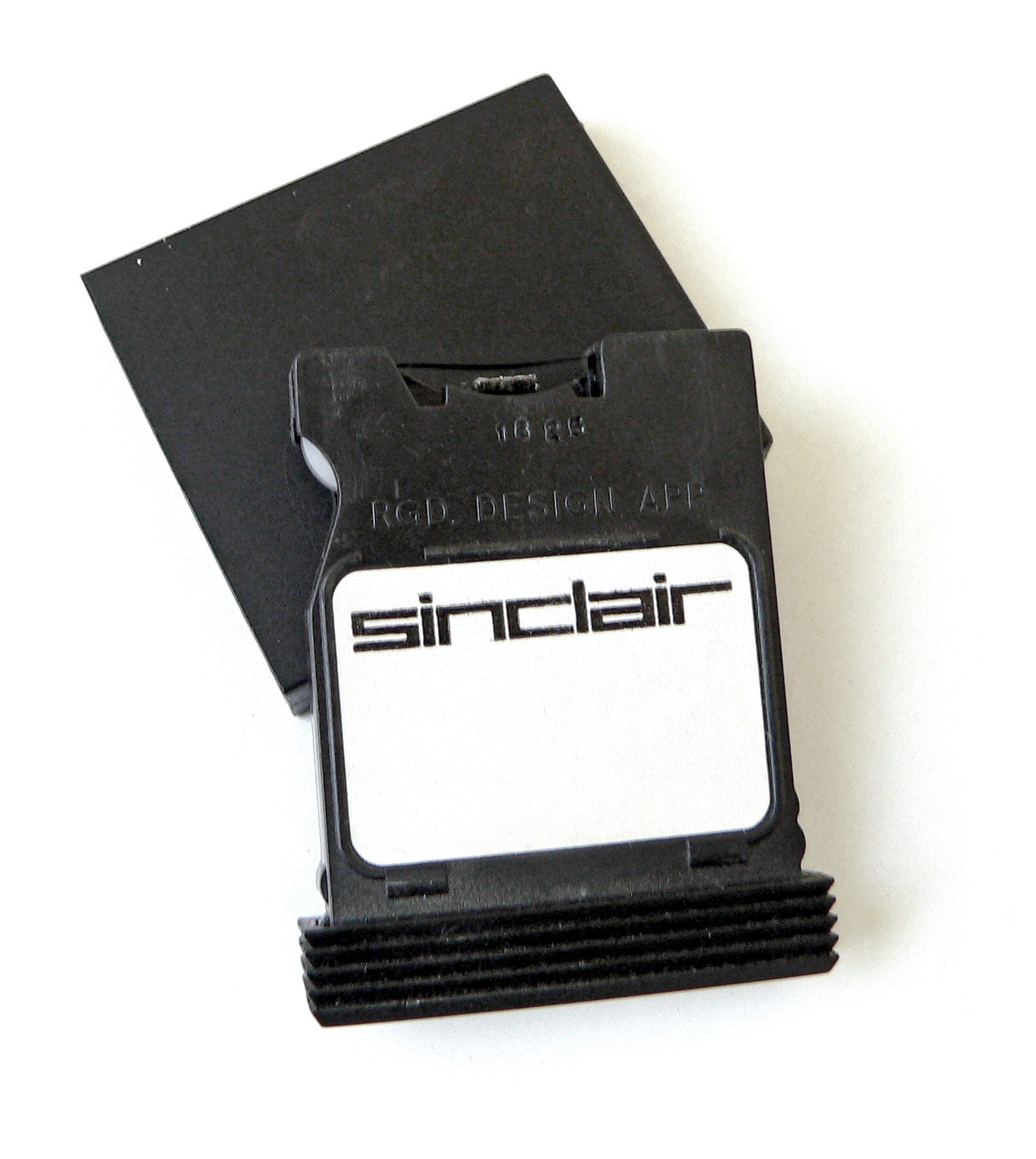
Microdrive kazety

ZX Microdrive je magnetické páskové vstupně/výstupní paměťové zařízení vyvinuté roku 1983 firmou Sinclair Research Ltd. pro jejich domácí počítač Sinclair ZX Spectrum. ZX Microdrive se později používalo pro počítače Sinclair QL a ICL One Per Desk.
Společnost Timex Sinclair plánovala výrobu varianty ZX Microdrive pod označením Timex Sinclair 2065, tato ovšem nikdy nebyla uvedena na trh. Výrobu klonu ZX Microdrive jako příslušenství k počítači TK 90X přislíbila také společnost Microdigital Eletrônica Ltda., k výrobě ale také nikdy nedošlo.

## Popis zařízení
ZX Microdrive je mechanika používající pro záznam páskové záznamové magnetické médium uložené v kazetě. Mechanika obsahuje magnetické čtecí a zapisovací hlavy (podobně jako v klasickém kazetovém magnetofonu) a mechanizmus, který zabezpečuje pohyb pásky. Kazeta ZX Microdrive obsahuje nekonečnou smyčku magnetické pásky širokou 1,9 mm délky 5 m, která se odvíjí ze středu a zároveň navíjí na vnější obvod cívky. Rychlost pohybu pásky je 76 cm/s, kapacita média je cca 100 kB (ZX Microdrive pro ZX Spectrum má kapacitu 85 kB). Zápis je sekvenční a přístupová doba k libovolnému místu pásky je do cca 8 sekund. Média jsou relativně nespolehlivá. Při formátovaní jsou označovány chybné sektory, a běžně se stává, že se po několika formátováních pásky dospěje ke kapacitě 70-80 kB (někdy se však po formátování kapacita oproti poslednímu stavu i zvýší). U počítačů ZX Spectrum je mechanika externí (připojená prostřednictvím ZX Interface 1, je možné připojit až osm mechanik). U počítače Sinclair QL jsou dvě mechaniky integrované přímo v počítači a další je možné připojit externě. Záznam na Microdrive ZX Spectrem není kompatibilní se záznamem na Microdrive Sinclairem QL, který změnou struktury dat dosahoval na stejném médiu vyšší kapacity (cca 100 kB).
Kazety ZX Microdrive jsou podobné velikosti jako později vyráběný miniaturní pevný disk IBM Microdrive.

### Používané příkazy pro ZX Spectrum
- LOAD *"m";n;nazev$ [specifikace typu souboru] – nahrání souboru z Microdrive č. n,
- SAVE *"m";n;nazev$ [specifikace typu souboru] – uložení souboru na Microdrive č. n,
- MERGE *"m";n;nazev$ – připojení souboru z Microdrive č. n ke stávajícímu programu,
- VERIFY *"m";n;nazev$ [specifikace typu souboru] – ověření souboru z Microdrive č. n,
- CAT n – zobrazení seznamu souborů na Microdrive č. n,
- CAT #m;n – zobrazení seznamu souborů na Microdrive č. n pomocí linky m (např. tisk na tiskárně),
- FORMAT "m";n;nazev$ – formátování pásky v Microdrive č. n,
- ERASE "m";n;nazev$ – smazání souboru z pásky v Microdrive č. n,
- MOVE "m";n1;nazev1$ TO "m";n2;nazev2$ – kopírování souboru s nazev1$, který je na pásce v Microdrive č. n1, na pásku v Microdrive č. n2 pod názvem nazev2$, je funkční pouze pro typ CODE,
- OPEN #m;"m";n;nazev$ – připojení sekvenčního souboru z Microdrive č. n na linku č. m.

Pro zápis a čtení do/ze sekvenčního souboru se používají běžné příkazy PRINT #m; data a INPUT #m; proměnná.
Plánovaná verze Timex Sinclair 2065 měla kromě sekvenčních souborů umět pracovat i se soubory s náhodným přístupem a měla umět otevřít soubor i jenom pro čtení nebo pro připojení. Kvůli tomu měla být rozšířena syntaxe některých příkazů:
- OPEN #m;"m";n;nazev$ [, specifikace ]:[5]
  - OPEN #m;"m";n;nazev$, I - připojení sekvenčního souboru pouze pro čtení,
  - OPEN #m;"m";n;nazev$, R - připojení sekvenčního souboru pro čtení a zápis (výchozí, pokud specifikace není definována),
  - OPEN #m;"m";n;nazev$, A - připojení sekvenčního souboru pro připojení dat na konec souboru,
  - OPEN #m;"m";n;nazev$, I velikost - připojení souboru s náhodným přístupem pouze pro čtení, hodnota velikost definuje délku jednotlivých záznamů,
  - OPEN #m;"m";n;nazev$, R velikost - připojení souboru s náhodným přístupem pro čtení a zápis,
  - OPEN #m;"m";n;nazev$, A velikost - připojení souboru s náhodným přístupem pro připojení dat na konec souboru,

Po zápis nebo čtení na/z konkrétní pozice ve vybraném záznamu se měl používat příkaz AT v příkazech PRINT a INPUT ve tvaru:
- PRINT #m;AT číslo záznamu, pořadí bytu v záznamu; data
- INPUT #m;AT číslo záznamu, pořadí bytu v záznamu; data

Timex Sinclair 2065 měly umět pracovat i s datem vytvoření souboru a s datem poslední změny. Kvůli tomu měl být uživatel při spuštění počítače dotázán na aktuální datum.

### Používané příkazy pro Sinclair QL
Pro čtení a zápis souborů se používají běžné příkazy. To, že se má pracovat se ZX Microdrive určuje specifikace jednotky MDV_n.